# Halowe Mistrzostwa Polski Seniorów w Lekkoatletyce 1988
29. Halowe Mistrzostwa Polski Seniorów w Lekkoatletyce – zawody sportowe, które rozegrano 20 i 21 lutego 1988 w Zabrzu w hali Górnika.
Podczas mistrzostw ustanowione trzy halowe rekordy Polski: Ewa Musur w chodzie na 3000 metrów – 13:47,39, Zdzisław Szlapkin w chodzie na 5000 metrów – 19:10,61 oraz Wojciech Podsiadło w rzadko rozgrywanym ośmioboju – 6464 pkt.

## Rezultaty

### Mężczyźni
| Konkurencja:              | 1. miejsce                                | Rezultat  | 2. miejsce                           | Rezultat  | 3. miejsce                           | Rezultat  |
| Bieg na 60 m              | Cezary Rybarczyk Śląsk Wrocław            | 6,76      | Jacek Marlicki AZS Wrocław           | 6,78      | Joachim Helbik Górnik Zabrze         | 6,80      |
| Bieg na 200 m             | Joachim Helbik Górnik Zabrze              | 21,39     | Jarosław Kaniecki BKS Bydgoszcz      | 21,51     | Bogusław Szpiech Górnik Zabrze       | 21,62     |
| Bieg na 400 m             | Zbigniew Janus Wisła Kraków               | 48,43     | Stanisław Trzeciak Hutnik Kraków     | 48,63     | Dariusz Rychter Górnik Wałbrzych     | 48,67     |
| Bieg na 800 m             | Andrzej Karnicki AZS Katowice             | 1:51,32   | Józef Szeffler Górnik Wałbrzych      | 1:52,16   | Marek Szymkowicz Juvenia Głuchołazy  | 1:52,16   |
| Bieg na 1500 m            | Waldemar Pietruszka Budowlani Częstochowa | 3:52,78   | Henryk Palarczyk Śląsk Wrocław       | 3:53,29   | Maciej Migas Start Lublin            | 3:54,24   |
| Bieg na 3000 m            | Jan Huruk Gryf Słupsk                     | 8:05,21   | Wincenty Guz Flota Gdynia            | 8:12,13   | Sławomir Kąpiński Gwardia Olsztyn    | 8:13,20   |
| Bieg na 60 m przez płotki | Robert Kurnicki Górnik Zabrze             | 7,71      | Krzysztof Płatek AZS Wrocław         | 7,82      | Paweł Grzegorzewski Górnik Zabrze    | 7,83      |
| Chód na 5000 m            | Zdzisław Szlapkin Olimpia Poznań          | 19:10,61  | Mariusz Dacka AZS Gorzów             | 20:24,91  | Robert Korzeniowski AZS Katowice     | 20:26,50  |
| Skok wzwyż                | Dariusz Zielke AZS Gdańsk                 | 2,18      | Andrzej Grzebała AZS Gorzów          | 2,15      | Bogusław Glinkowski Górnik Zabrze    | 2,10      |
| Skok o tyczce             | Mirosław Chmara Zawisza Bydgoszcz         | 5,55      | Marian Kolasa Bałtyk Gdynia          | 5,50      | Ryszard Kolasa Legia Warszawa        | 5,45      |
| Skok w dal                | Krzysztof Kaniecki Śląsk Wrocław          | 7,94      | Mirosław Hydel Stal Mielec           | 7,76      | Stanisław Jaskułka AZS Warszawa      | 7,73      |
| Trójskok                  | Zdzisław Hoffmann Legia Warszawa          | 16,49     | Andrzej Grabarczyk Start Łódź        | 15,95     | Wojciech Bielewicz Śląsk Wrocław     | 15,88     |
| Pchnięcie kulą            | Helmut Krieger Chemik Kędzierzyn          | 19,55     | Piotr Perżyło Górnik Brzeszcze       | 18,51     | Mieczysław Kropelnicki Lechia Gdańsk | 18,10     |
| Ośmiobój                  | Wojciech Podsiadło Górnik Zabrze          | 6464 pkt. | Andrzej Wyżykowski Zawisza Bydgoszcz | 6350 pkt. | Ireneusz Bukowiecki AZS Warszawa     | 5976 pkt. |

### Kobiety
| Konkurencja:              | 1. miejsce                            | Rezultat  | 2. miejsce                            | Rezultat  | 3. miejsce                            | Rezultat  |
| Bieg na 60 m              | Ewa Kasprzyk Olimpia Poznań           | 7,29      | Ewa Pisiewicz Start Lublin            | 7,34      | Aleksandra Majowska AZS Gdańsk        | 7,40      |
| Bieg na 200 m             | Ewa Kasprzyk Olimpia Poznań           | 23,03     | Urszula Jaros Górnik Zabrze           | 23,91     | Ewa Pisiewicz Start Lublin            | 23,94     |
| Bieg na 400 m             | Beata Knapczyk Wawel Kraków           | 55,23     | Renata Sosin Hutnik Kraków            | 55,25     | Małgorzata Płatek AZS Wrocław         | 55,77     |
| Bieg na 800 m             | Wanda Wójtowiec Gwardia Warszawa      | 2:05,74   | Ewa Głódź AZS Wrocław                 | 2:06,17   | Małgorzata Rydz Budowlani Częstochowa | 2:07,19   |
| Bieg na 1500 m            | Małgorzata Rydz Budowlani Częstochowa | 4:26,12   | Brygida Bąk Chemik Kędzierzyn         | 4:27,80   | Anna Rybicka AZS Wrocław              | 4:28,90   |
| Bieg na 60 m przez płotki | Barbara Latos Gwardia Warszawa        | 8,40      | Anna Stępień Budowlani Częstochowa    | 8,54      | Barbara Sikora Start Katowice         | 8,65      |
| Chód na 3000 m            | Ewa Musur Olimpia Poznań              | 13:47,39  | Jolanta Merklinger AZS Biała Podlaska | 13:48,00  | Anna Bąk Stal Stalowa Wola            | 13:48,30  |
| Skok wzwyż                | Jolanta Komsa Legia Warszawa          | 1,90      | Danuta Bułkowska AZS Wrocław          | 1,90      | Urszula Kielan Gwardia Warszawa       | 1,86      |
| Skok w dal                | Jolanta Bartczak Start Łódź           | 6,57      | Hanna Horyd Gwardia Piła              | 6,26      | Agata Karczmarek Legia Warszawa       | 6,20      |
| Pchnięcie kulą            | Małgorzata Wolska AZS Wrocław         | 18,30     | Irena Car AZS Wrocław                 | 15,89     | Mirosława Znojek AZS Chorzów          | 14,61     |
| Pięciobój                 | Lidia Frank Gryf Słupsk               | 4197 pkt. | Urszula Włodarczyk AZS Wrocław        | 4183 pkt. | Ewa Prusak Gryf Słupsk                | 4087 pkt. |